# Фридрих Карл Йозеф фон Валдбург-Волфег-Валдзее
Фридрих Карл Йозеф фон Валдбург-Волфег-Валдзее (на немски: Friedrich Karl Joseph 2.Fürst von Waldburg zu Wolfegg in Waldsee; * 13 август 1808, Валзее; † 22 април 1871, Волфег) е имперски наследствен трушес, 2. княз на Валдбург-Волфег-Валдзее и императорски герб-кемерер, племенен господар, член на камерата в Кралство Вюртемберг.

## Произход
Той е син (15-о дете) на имперския наследствен трушес, 1. княз Йозеф Антон фон Валдбург-Волфег-Валдзее (1766 – 1833) и съпругата му графиня Мария Йозефа Кресценция Валбурга Катарина Аделхайдис Фугер фон Бабенхаузен (* 2 август 1770, Бабенхаузен; † 27 декември 1848, Валдзее), дъщеря на граф Анселм Викториан Фугер фон Кирхберг-Вайсенхорн (1729 – 1793) и имперската наследствена тушеса фрайин и графиня Мария Валпургис Габриела Тереза Каролина Евсебия фон Валдбург-Волфег (1740 – 1796), дъщеря на граф Йозеф Франц Леодегар Антон Евузебиус фон Валдбург-Волфег (1704 – 1774) и алтграфиня Анна Мария Луиза Шарлота фон Залм-Райфершайт-Дик (1712 – 1760).

## Фамилия
Фридрих Карл Йозеф фон Валдбург-Волфег-Валдзее се жени на 9 октомври 1832 г. в Аулендорф за графиня Елизабет фон Кьонигсег-Аулендорф (* 14 април 1812, Будапеща; † 29 май 1886, дворец Цайл), дъщеря на граф Франц Ксавер фон Кьонигсег-Аулендорф (1787 – 1863) и графиня Мария Анна Наги-Кароли (1793 – 1848). Те имат пет деца:
- Франц Ксавер Йозеф Фридрих (* 11 септември 1833, Волфег; † 14 декември 1906, Волфег), имперски наследствен трушес, 3. княз на Валдбург-Волфег-Валдзее, женен в Мюнхен на 19 април 1860 г. за графиня София Леополдина Лудовика фон Арко-Цинеберг (* 14 ноември 1836, дворец Цайл; † 21 декември 1909, Волфег)
- Мария Анна Антония Евсебия (* 22 юли 1834; † 27 ноември 1834)
- Август Йозеф Фридрих Вилхелм Вилибалд (* 7 юли 1838, Волфег; † 11 август 1896, Волфег), граф
- Мария Анна Йозефа Валпурга Елизабет (* 20 април 1840, Волфег; † 11 май 1885, Цайл), омъжена във Волфег на 24 февруари 1862 г. за 4. княз Вилхелм фон Валдбург-Цайл-Траухбург (* 26 ноември 1835; † 20 юли 1906)
- Гебхард Йозеф Фридрих Йохан Баптист (* 17 септември 1841, Волфег; † 2 август 1912, Волфег), граф, кралски майор на Вюртемберг

## Галерия
- Елизабет фон Кьонигсег-Аулендорф
- Княз Фридрих фон Валдбург-Волфег-Валдзее (1808 – 1871)
- Дворецът във Валдзее
- Дворец Волфег